# Jiří Strejc (básník)
Jiří Strejc (psal se též Streyc, Streyczek, Vetter; 1536 Zábřeh – 23. ledna 1599 Židlochovice u Brna) byl duchovním a členem úzké rady Jednoty bratrské. Proslul jako básník a jeden z překladatelů Bible kralické.

## Život
Navštěvoval nejprve bratrskou školu v Mladé Boleslavi. V roce 1560 ho Jednota bratrská vyslala studovat na univerzitu do Královce a v roce 1561 na univerzitu do Tübingen. Od roku 1562 byl jáhnem, v roce 1567 byl vysvěcen na kněze a stal se správcem sboru v Hranicích na Moravě. Zde způsobil pohoršení mezi bratřími tím, že se oženil bez svolení úzké rady starších (nejvyšší orgán Jednoty bratrské).
V roce 1575 Jednota bratrská pověřila Strejce, aby se jako její zástupce účastnil prací v komisi teologů, která měla vypracovat Českou konfesi. Zde se přičinil o to, aby znění konfese neodporovalo bratrskému učení. On též prosadil, že Česká konfese – na rozdíl od konfese augsburské a helvetské – při jednotlivých článcích výslovně nezavrhuje ty, kteří učí jinak.
V roce 1577 se Jiří Strejc stal členem úzké rady Jednoty bratrské. Na bratrské synodě, která se konala v Lipníku nad Bečvou roku 1591, byl viněn, že zavádí novoty v obřadech i v učení a že neposlouchá rozkazy starších. Strejc se podrobil, ale přesto byl v roce 1595 přeložen do Židlochovic, kde se stal správcem tamního bratrského sboru. V Židlochovicích též 23. ledna 1599 zemřel. Jeho syn Daniel Vetter (1592 – po 1669) byl vydavatelem evangelických knih v Lešně a autorem cestopisu Islandia.

## Dílo

### Bible kralická
Jiří Strejc byl od roku 1577 členem týmu překladatelů Bible kralické. O podrobnějším rozdělení práce mezi překladateli však nemáme podrobnější zprávy, takže není ani známo, které části bible přeložil Strejc. Podle názoru některých badatelů přeložil žaltář, není to však jisté. V roce 1594 byl pověřen církevním dozorem při vydání jednosvazkové Bible kralické (vyšla v r. 1596).

### Písňové parafráze žalmů
Strejc je autorem písňových parafrází starozákonních žalmů: Žalmové aneb Zpěvové svatého Davida v rytmy české nově vyložení a k zpívání zformovaní (Kralice, 1587). Přitom použil německého zpracování žalmů od A. Lobwassera a přejal nápěvy C. Goudimela z tzv. Ženevského žaltáře. Tyto Strejcovy žalmy byly velmi oblíbené, do konce 18. století vyšly více než dvacetkrát a některé jsou stále zařazované do evangelických zpěvníků. Prostřednictvím kancionálu jezuity M. V. Šteyera proniklo i do katolického prostředí např. Strejcovo zpracování žalmu 91 (Kdož ochrany nejvyššího). Strejcův Žalm 84 (Věčný Bože, silný v boji), je důležitým prvkem románu Terézy Novákové Děti čistého živého.

#### Kritické vydání
- STREJC, Jiří a MATĚJEC, Tomáš, ed. Žalmové, neb, Zpěvové svatého Davida. Praha: Strahovská knihovna, 2014. 457 s. ISBN 978-80-260-5681-2.

### Překlad KalvínovyInstituce
Jiří Strejc dokončil v roce 1595 český překlad stěžejního díla Jana Kalvína, jeho Instituce, a to dle latinského vydání z roku 1559. Tento překlad vydal ze Strejcovy pozůstalosti tiskem českobratrský myslitel a pobělohorský exulant Jan Opsimates, a to asi až v letech 1614–1616 pod dlouhým názvem Pobožná Dusse, Genž k Známosti Boha hořjss... (Dostupné online.) Kniha tedy vyšla krátce před bitvou na Bílé hoře a nemohla se již příliš rozšířit.

### Didaktické spisy
Posmrtně vyšly Strejcovy práce didaktické. V roce 1600 vyšla v Praze veršovaná mravouka pro mládež Mravové aneb naučení potřebná dítkám. V Olomouci vyšlo roku 1610 Zrcadlo poctivé ženy a též v Olomouci roku 1613 Naučení manželům.